# NGC 4041

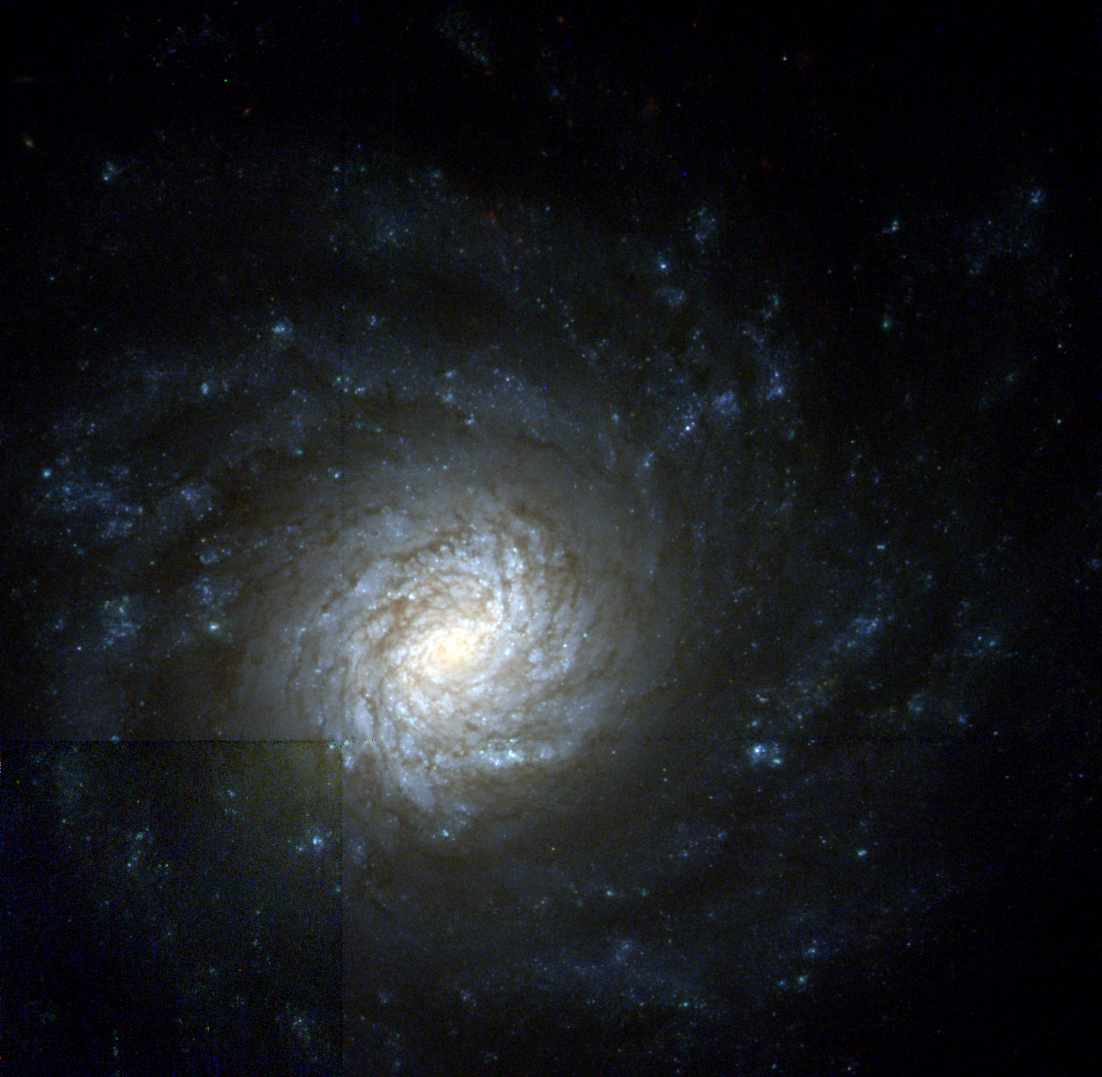
NGC 4041 par le télescope spatial Hubble.

NGC 4041 est une galaxie spirale située dans la constellation de la Grande Ourse. NGC 4041 a été découverte par l'astronome germano-britannique William Herschel en 1790.

## Caractéristiques
La classe de luminosité de NGC 4041 est II-III et elle présente une large raie HI. Elle renferme également des régions d'hydrogène ionisé.

### Distance
Sa vitesse par rapport au fond diffus cosmologique est de 1 343 ± 9 km/s, ce qui correspond à une distance de Hubble de 19,8 ± 1,4 Mpc (∼64,6 millions d'al).
À ce jour, cinq mesures non basées sur le décalage vers le rouge (redshift) donnent une distance de 31,200 ± 6,161 Mpc (∼102 millions d'al) pour NGC 4039, ce qui est loin à l'extérieur des valeurs de la distance de Hubble. Notons que c'est avec la valeur moyenne des mesures indépendantes, lorsqu'elles existent, que la base de données NASA/IPAC calcule le diamètre d'une galaxie et qu'en conséquence le diamètre de NGC 4041 pourrait être d'environ 16,1 kpc (∼52 500 al) si on utilisait la distance de Hubble pour le calculer.

### Galaxie de Seyfert
Selon la base de données Simbad, NGC 4041 est une galaxie active de type Seyfert.

### Luminosité dans l'infrarouge
La luminosité de la galaxie NGC 4041  dans l'infrarouge lointain (de 40 à 400 µm)  est égale à 2,04 × 1010 {\displaystyle L_{\odot }} (1010,31{\displaystyle L_{\odot }}) et sa luminosité totale dans l'infrarouge (de 8 à 1 000 µm) est de 2,69 × 1010 {\displaystyle L_{\odot }} (1010,40{\displaystyle L_{\odot }}).

## Trou noir supermassif
Selon une étude publiée en 2009 et basée sur la vitesse interne de la galaxie mesurée par le télescope spatial Hubble, la masse du trou noir supermassif au centre de NGC 4041 serait comprise entre un et 4,4 millions de {\displaystyle M_{\odot }}.
Si on se base sur les mesures de luminosité de la bande K de l'infrarouge proche du bulbe de NGC 3992, on obtient une valeur de 107,6 {\displaystyle M_{\odot }} (40 millions de masses solaires) pour le trou noir supermassif qui s'y trouve.
Selon une troisième étude réalisée auprès de 76 galaxies par Alister Graham en 2008, le bulbe central de NGC 4041 renferme un trou noir supermassif dont la masse est estimée à moins de 2,4 × 107 {\displaystyle M_{\odot }}.

## Supernova
La supernova SN 1994W a été découverte dans NGC 4041 le 29 juillet 1994 par G. Cortini et M. Villi Cette supernova était de type IIP.

## Groupe de NGC 4125 et de NGC 4036
Selon un article publié par Abraham Mahtessian en 1998, NGC 4041 fait partie d'un groupe de galaxies qui compte au moins 12 membres, le groupe de NGC 4125. Les autres galaxies de ce groupe sont NGC 3796, NGC 3945, NGC 4036, NGC 4081, NGC 4125, NGC 4205, NGC 4391, NGC 4441, IC 758, UGC 7009 et UGC 7020A, respectivement désignées comme 1159+6237 et 1200+6439 pour les galaxies CGCG 1159.2+6237 et 1200.1+6439.
D'autre part, dans un article publié par A.M. Garcia en 1993, les galaxies NGC 4036, NGC 4041, IC 758, UGC 7009 font partie d'un groupe de galaxies de 5 membres, le groupe de NGC 4036. L'autre galaxie ajoutée à ce groupe par Garcia est UGC 7019. Garcia mentionne aussi le groupe de NGC 4125, mais il n'y inclut que quatre galaxies, à savoir NGC 4081, NGC 4125, NGC 4205 et UCG 7020A.
Les galaxies NGC 3796, NGC 3945, NGC 4391 et NGC 4441 ne font pas partie des deux listes de Garcia.
Puisque la galaxie NGC 4121 forme une paire de galaxies avec NGC 4125, elle devrait être ajoutée au groupe de NGC 4125.